# Azima tetracantha
Azima tetracantha là một loài thực vật có hoa trong họ Salvadoraceae. Loài này được Lam. mô tả khoa học đầu tiên năm 1783.